# Public Affairs Officer

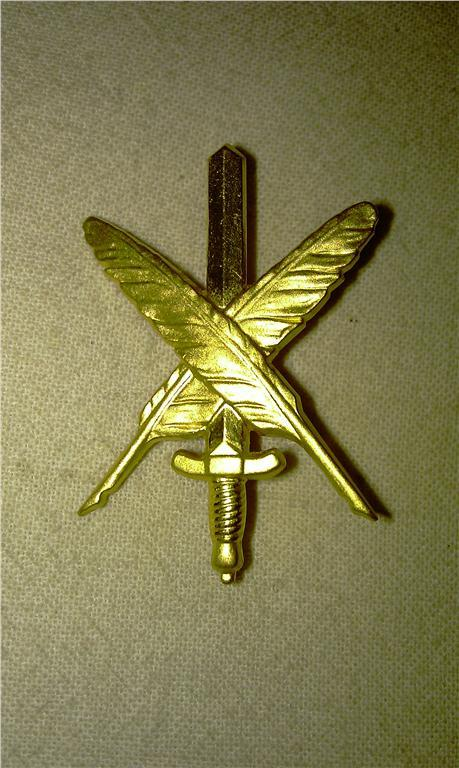
Utbildningstecken i mässing för Informatör/ PAO (Public Affairs Officers) inom den svenska Försvarsmakten. Tecknet finns också, likt andra utbildningstecken i grön textil. För att erhålla tecknet krävs att bäraren genomfört en viss utbildningsgång och arbetat med informationstjänst enligt en fastställd statut. Märkes tilldelas och bokförs av Försvarsmaktens informationsdirektör.

Public Affairs Officer, förkortat PAO, är Natos och den svenska Försvarsmaktens beteckning för informationsansvariga vid svenska förband och utlandsinsatser. Befattningen benämns som Public Information Officer (PIO) inom FN.
Kommunikatörer vid informationsavdelningarna vid de respektive förbanden och regementena har liknande uppgifter som en PAO.
I Ledningsregementets insatsorganisation ingår också en Infopluton vars uppgift är att förse förbanden med personal utbildade inom informationstjänst.

## Uppgifter
Befattningen handlar mycket om operativ strategisk planering, liknande den som en strategisk kommunikatör har i näringslivet. I arbetet ingår utformandet av informationsplaner inför operationer, ibland kan dessa sträcka sig över ett helt år i genomförande. 
En Public Affairs Officer arbetar även som rådgivare till högre chefer inom begreppet kommunikation och medier och kan i vissa fall också agera som talespunkts- och talskrivare åt den samma. En PAO arrangerar även förbandets presskonferenser och pressträffar samt uttalar sig i medier. 
Förutom det strategiska planeringsarbetet, ingår liksom förut när befattningen benämndes PIO, den produktion av redaktionellt material som skrivna reportage, bilder och filmer till Försvarsmaktens olika mediekanaler.    
Försvarsmaktens rekryteringssida om befattningen informationssoldat